# 中西某
中西某（なかにし なにがし），生歿年不詳。軒猿眾、上杉謙信轄下「猿忍」之一人。猿忍為對抗武田信玄轄下間諜之組織。擅扮商賈，以行商人身分進行諜報活動。甚至勘破武田家軍師山本勘助的「啄木鳥戰法」 ( 一種戰術、陣勢、陣法 ) ，令上杉謙信備妥「車懸戰法」( 一種戰術、陣勢、陣法 ) 應敵，令武田軍在毫無通報下，被突然到來的越後軍重創。